# فرانز لودفيغ فيك
فرانز لودفيغ فيك (بالألمانية: Franz Ludwig Fick)‏ هو أستاذ جامعي ألماني، ولد في 18 مايو 1813 في إرلنغن في ألمانيا، وتوفي في 31 ديسمبر 1858 في ماربورغ في ألمانيا.